# Les Gets (gemeente)
Les Gets is een gemeente in het Franse departement Haute-Savoie (regio Auvergne-Rhône-Alpes) en telt 1332 inwoners (2004). De plaats maakt deel uit van het arrondissement Bonneville.
Het is een dorp in het skigebied Portes du Soleil.

## Geografie
De oppervlakte van Les Gets bedraagt 29,9 km², de bevolkingsdichtheid is 44,5 inwoners per km².
De onderstaande kaart toont de ligging van Les Gets (gemeente) met de belangrijkste infrastructuur en aangrenzende gemeenten.

## Demografie
Onderstaande figuur toont het verloop van het inwonertal (bron: INSEE-tellingen).

## Sport
Les Gets was in 2004 gastheer van de Wereldkampioenschappen mountainbike en is dat in 2022 opnieuw. Op 16 juli 2023 was Les Gets startplaats van de door Wout Poels gewonnen etappe in de Ronde van Frankrijk naar Saint-Gervais Mont Blanc.